# James Tytler
James Tytler (Balloon Tytler) (1745 — 11 de janeiro de 1804) fo um aviador escocês e um editor da Encyclopædia Britannica.
Tytler foi treinado como cirurgião e, inicialmente, trabalhou como farmacêutico. Entretanto, notabilizou-se como o editor da segunda edição da Encyclopædia Britannica, que foi publicada entre 1776 e 1784. 
Tytler, conhecido beberrão, foi o primeiro britânico a voar num balão de ar quente sobre Edinburgh, em 1784.
Tytler começou a editar a terceira edição da Britannica mas, em 1793, ele foi indiciado por sedição pela Alta Corte Judiciária e forçado a fugir da Escócia, indo primeiro para a Irlanda, e depois para os Estados Unidos da América. Está enterrado em Salem, no Massachusetts, um irônico local considerando-se que ele não mencionou a Revolução Americana na segunda edição da Britannica.